# Olivella walkeri
Olivella walkeri är en snäckart som beskrevs av S. S. Berry 1958. Olivella walkeri ingår i släktet Olivella och familjen Olividae. Inga underarter finns listade i Catalogue of Life.